# Експлозија платформе за бушење Deepwater Horizon
Експлозија платформе за бушење Deepwater Horizon била је експлозија 20. априла 2010. и накнадни пожар на полупотопљеној мобилној јединици за бушење Deepwater Horizon, која је била у власништву и којом је управљала Transocean и која је за БП вршила бушење на нафтном пољу Макондо Проспект удаљеном око 64 километра југоисточно од обале Луизијане . Експлозија и пожар који је уследио довели су до потонућа Deepwater Horizonа и смрти 11 радника; Још 17 је повређено. Исти удар који је изазвао експлозију такође је изазвао пожар у нафтној бушотини и масивно изливање нафте на мору у Мексичком заливу, што се сматра највећим случајним изливањем нафте у мору на свету и највећом еколошком катастрофом у историји Сједињених Држава.

## Позадина

### Deepwater Horizon
Deepwater Horizon је била плутајућа полупотопљена јединица за бушење — пета генерација, ултра-дубоководна, динамички позиционирана, стабилисана на стубовима, у власништву Transocean-а и изграђена у Јужној Кореји. Платформа је била 121 метар дугачка и 78 метара широка и могао је да ради у водама до 2.400 метара дубоко, до максималне дубине бушења од 9.100 метара. Саопштења за штампу компаније Transocean наводе да се платформа историјски користила за дубље бушотине, укључујући најдубљу подводну бушотину гаса и нафте. Платформу која је коштала 560 милиона долара изградила је компанија Hundai Heavy Industries у Јужној Кореји и завршена је 2001. године. Био је у власништву Transocean-а, функционисао је под Маршалском заставом погодности и био је под закупом БП -у до септембра 2013. У време експлозије, Deepwater Horizon се налазио на блоку 252 кањона Мисисипија, који се назива Макондо проспект, у сектору Сједињених Држава у Мексичком заливу, око 66 километара од обале Луизијане. У марту 2008. године, БП је купио права на минералне сировине за бушење нафте на проспекту Макондо приликом продаје у закуп Службе за управљање минералима . Платформа је почела да буши у фебруару 2010. на дубини воде од приближно 1.500 метара. У тренутку експлозије, платформа је бушила истражни бунар. Планирани бунар требало је да буде избушен до 5.600 метара испод нивоа мора, и требало је да буде запушен и суспендован за накнадни завршетак као подморски произвођач. Производно кућиште је било у току и цементирано у време несреће. Када је цементирање завршено, требало је да се испита интегритет и постави цементни чеп да привремено напусти бунар.

### Transocean сигурносни запис
Власник платформе, Transocean, имао је "снажну укупну" сигурност без већих инцидената током 7 година. Међутим, аналитичари  преглед је „насликао више двосмислену слику“ са Transocean платформама које су несразмерно одговорне за инциденте везане за безбедност у Заливу и индустријске анкете које извештавају о забринутости због пада квалитета и перформанси. Између 2005. и 2007. године, Transocean је био власник 30% нафтних платформи активних у Заливу, а 33% инцидената који су покренули истрагу Службе за управљање минералима (ММС) догодило се на платформама Transocean-а. Међутим, у 3 године од 2008. до 15. фебруара 2010. Transocean је био власник 42% платформи активних у Заливу, али је био одговоран за 73% инцидената. Индустријска истраживања су то видела као ефекат њеног спајања у новембру 2007. са ривалом ГлобалСантаФе . За Transocean је описано да је раније имао проблема и са цементним заптивкама (2005. године) и са спречавачима издувавања (2006. године), што су обе сумње биле узрок катастрофе Deepwater Horizon ; међутим, компанија је навела да је цементирање задатак који су завршили радници трећих страна и да је имала „снажан програм одржавања како би спречили експлозију у раду“. Према извештају The Wall Street Журнала :
У 2008. и 2009. анкете су Transocean рангирале на последњем месту међу дубоководним бушачима по „квалитету посла” и на претпоследњем по „укупном задовољству”. Три године пре спајања, Transocean је био лидер или близу врха у обе мере. Transocean је био на првом месту у 2008. и 2009. години у категорији која мери његову унутрашњу безбедност и политику заштите животне средине. Било је неколико назнака било каквих проблема са Deepwater Horizonтом пре експлозије. Постројење је добило награду од ММС-а за свој сигурносни рекорд из 2008. године, а на дан катастрофе, менаџери БП-а и Transoceanа били су на броду да прославе седам година без несреће изгубљеног времена. Портпарол БП-а је рекао да уређаји које је унајмио БП имају бољу сигурносну евиденцију од просека у индустрији шест година заредом, према ММС статистици која мери број цитата по инспекцији. БП је био финалиста за националну награду за безбедност ММС-а у последње две године. [БП портпарол Тоби Одоне] није желео да коментарише БП-ов однос са Transoceanом након катастрофе у Заливу, али је рекао да БП наставља да користи Transocean платформе.

### Ризици и мере предострожности пре експлозије
У фебруару 2009. БП је поднео план истраживања и утицаја на животну средину бушотине Макондо од 52 странице Служби за управљање минералима (ММС), огранку Министарства унутрашњих послова Сједињених Држава који надгледа бушење на мору. У плану је наведено да је „мало вероватно да ће због предложених активности доћи до случајног површинског или подземног изливања нафте“. У случају да се несрећа догоди, план је навео да због добробити 77 километара од обале и способности реаговања које би се примениле, не би се очекивали значајни негативни утицаји. Министарство унутрашњих послова изузело је операцију бушења БП у Мексичком заливу из детаљне студије утицаја на животну средину након што је закључило да је велико изливање нафте мало вероватно. Поред тога, након попуштања прописа 2008. године, БП није био у обавези да поднесе детаљан план избацивања.
БП бушотина је била опремљена превенцијом од експлозије (БОП), али није била опремљена окидачима на даљинско управљање или акустички активираним окидачима за употребу у случају нужде која захтева евакуацију платформе. Имао је прекидач мртвог човека дизајниран да аутоматски пресече цев и запечати бунар ако се комуникација са платформе изгуби, али није познато да ли је прекидач активиран. Документи о којима се расправљало током саслушања у Конгресу 17. јуна 2010. указују на то да је Transocean претходно направио модификације БОП-а за локацију Макондо, што је повећало ризик од отказивања БОП-а, упркос упозорењима њиховог извођача у том смислу. Регулатори и у Норвешкој и у Бразилу генерално захтевају акустички активиране окидаче на свим офшор платформама, али када је Служба за управљање минералима размотрила потребу за даљинским уређајем, извештај који је наручила агенција, као и компаније за бушење, довео је у питање његову цену и ефикасност. Агенција је 2003. године утврдила да уређај неће бити потребан јер су бушаћи уређаји имали друге резервне системе за пресецање бунара.

### Проблеми и упозорења пре експлозије
Америчка обалска стража објавила је наводе о загађењу за Deepwater Horizon 18 пута између 2000. и 2010. године, а истражио је 16 пожари и други инциденти. Ови инциденти су сматрани типичним за заливску платформу и нису били повезани са експлозијом и изливањем у априлу 2010. године. Deepwater Horizon је имао и друге озбиљне инциденте, укључујући онај из 2008. године у којем је 77 људи евакуисано са платформе када се нагнула и почела да тоне након што је део цеви погрешно уклоњен из система баласта платформе.
Амерички биро за шпедицију је последњи пут прегледао неуспели механизам за спречавање експлозије 2005.
Интерни БП документи показују да су инжењери БП-а још 2009. године били забринути да би метално кућиште које је БП желео да користи могло да се сруши под високим притиском. Према бројним радницима на платформи, подразумевало се да би радници могли бити отпуштени због изазивања забринутости за безбедност која би могла да одложи бушење. Давид Рејни, менаџер истраживања БП Мексичког залива, стављао је своје особље и одељење за бушење под екстремни притисак да заврше добро Макондо и да преместе платформу на следећу истражну перспективу. Рејни је био љут што је бушотина МЦ 252 премашила буџет и што је требало да се заврши. Инжењери Мексичког залива нису били задовољни што су имали одговарајући тест за цурење и што су имали забринутост у вези са интегритетом цемента. Рејни их је притискао да заврше бунар; није вођен дневник Цемент Бонд. Техничко особље је хтело да поново исцеди бунар и Рејни није прихватио ову препоруку.
У марту 2010. године, платформа је искусила проблеме који су укључивали падање исплакне у подводну формацију нафте, изненадна испуштања гаса, падање цеви у бунар и најмање три случаја цурења течности из спречавача издувавања. Механичар бушотине је навео да је бушотина месецима имала проблема и да је бушотина више пута пуцала због отпора високог притиска гаса. Дана 10. марта, извршни директор БП-а је послао е-пошту Служби за управљање минералима о заглављеној цеви и ситуацији контроле бушотине на месту бушења, и изјавио да ће БП морати да затвори бунар. Поверљиво истраживање које је наручио Transocean недељама пре експлозије наводи да су радници забринути због безбедносних пракси и да се плаше одмазде ако пријаве грешке или друге проблеме. Истраживање је изазвало забринутост „због лоше поузданости опреме, за коју су веровали да је резултат тога што приоритети бушења имају предност над одржавањем“. Истраживање је показало да су „многи радници унели лажне податке како би покушали да заобиђу систем. Као резултат тога, перцепција компаније о безбедности на платформи је била искривљена.“ 
Заштита од експлозије је оштећена у раније непријављеној несрећи крајем марта. Према Transocean-у, радници су обављали стандардне рутине и нису имали назнака било каквих проблема пре експлозије.
До 20. априла операција је каснила пет недеља.
Априлски нацрт меморандума БП упозорава да је мало вероватно да ће цементирање омотача бити успешно. Халибуртон је рекао да је завршио цементирање 20 сати пре експлозије, али још увек није поставио завршни цементни чеп. Коришћен је цемент са пенастим азотом који је тежи за руковање од стандардног цемента.
Патрик О’Брајан, БП потпредседник за бушење, био је на платформи два сата пре експлозије  како би прославио седам година без "инцидента изгубљеног времена" са посадом платформе. Званичник БП-а на платформи је упутио посаду да замени исплакну за бушење лакшом морском водом, иако је главни бушач на платформи протестовао.
Прелиминарни налази интерне истраге БП-а указали су на неколико озбиљних знакова упозорења у сатима пре експлозије. Очитавања опреме су показала да гас мехуриће у бушотину, што би могло сигнализирати предстојећи издувавање. Тешка исплака за бушење у цевима је у почетку задржавала гас. У саопштењу Комитета за енергетику и трговину Представничког дома из јуна 2010. наведено је да је у бројним случајевима који су довели до експлозије, чини се да је БП изабрао ризичније процедуре да уштеди време или новац, понекад против савета свог особља или извођача радова.
У чланку који је Гардијан објавио 2010. године, у години експлозије, наводи се да је несрећа могла бити избегнута да је БП применио боље управљање и комуникацију.

## Експлозија
Пожар на броду Deepwater Horizon је избио у 21:56 по централној временској зони 20. априла 
Запослени у Transocean-у на броду изјавили су да су електрична светла треперила, праћена две јаке вибрације. Џим Инграм је изјавио да смо „при другом [удару] знали да нешто није у реду“. Након експлозије, Адриан Росе је изјавио да се ненормалан притисак акумулирао унутар морског успона и како је изашао, „брзо се проширио и запалио“. Према интерној истрази БП-а, мехур гаса метана је побегао из бушотине и ударио у стуб бушотине, брзо се ширећи јер је пробио неколико заптивки и баријера пре него што је експлодирао. Роуз је рекла да је догађај у суштини био пропаст . Преживели су инцидент описали као изненадну експлозију која им је оставила мање од пет минута да побегну пошто се аларм огласио.
Експлозију је пратио пожар који је захватио платформу. Након што је горео више од једног дана, Deepwater Horizon је потонуо 22. априла  Обалска стража је 22. априла саопштила да су добили вест о потонућу око 10:21.
БП је 8. септембра објавио извештај који је сугерисао да је извор паљења ослобођени гас који улази у улазе за ваздух дизел генератора и који је захватио подручје палубе где су издувни отвори за главне генераторе емитовали врући издувни гас.

## Жртве и спасилачки напори

### Преживели
Према званичницима, 126 људи су били на броду, од којих је 79 запослених у Transocean-у, седам из БП-а, а 40 је уговорено; неколико руководилаца БП-а и Transocean-а је било на броду у обиласку платформе, планирању одржавања, прегледу годишњих циљева, безбедносној кампањи „Drops“ и да честитају вишем особљу платформе за 7 година рада без инцидената са изгубљеним временом .
Укупно је евакуисано 115 људи. Чамци за спасавање су узели 94 радници на броду за снабдевање Дејмона Бенкстона у власништву Тајдвотера, без већих повреда, четворица су пребачена на друго пловило, а 17 је евакуисано хеликоптером у центре за трауму у Мобилу, Алабама и Мареру у Луизијани . Већина је убрзо пуштена.
Обалска стража је неколико сати интервјуисала неповређене раднике на Дејмон Бенкстону, а затим их пребацила на другу платформу; радници су стигли у Порт Фуркон, Луизијана, више од 24 сата касније. Радници су превезени у хотел у Кенеру у Луизијани, где им је обезбеђена храна, медицинска помоћ и собе са тушевима и замољени да попуне формуларе за одговор на инцидент. Адвокат радника који је тужио Transocean тврдио је да су радници, када су стигли на обалу, „угурани у приватне аутобусе, тамо је било обезбеђење, није било штампе, није било дозвољених адвоката, ништа, нема чланова породице“ и да су били присиљени у потписивање образаца пре пуштања на слободу; Transocean је одбацио оптужбе.

### Жртве
Први извештаји показују да је између 12 и 15 радници су нестали;  извештаји су убрзо смањили број несталих на девет чланова посаде на поду платформе и два инжењера. Обалска стража Сједињених Држава је одмах покренула операцију спасавања у којој су учествовала два резача обалске страже, четири хеликоптера и спасилачки авион. Два секача су наставили да траже преко ноћи и до јутра 22. априла, обалска стража је измерила скоро 5.000 квадратних километара. Обалска стража је 23. априла прекинула потрагу за 11 несталих особа, закључивши да су прошла "разумна очекивања преживљавања". Званичници су закључили да су нестали радници можда били у близини експлозије и да нису могли да избегну изненадну експлозију. У мају је служен парастос за 11 радника за које се сматра да су погинули у катастрофи.

## Откриће изливања нафте
Ујутро 22. априла, подофицир обалске страже Ешли Батлер је изјавила да је „нафта цурила из платформе брзином од око 1.300.000 литара сирове нафте дневно”. Тог поподнева, виши начелник обалске страже Мајкл О’Бери користио је исту цифру. Два даљински управљана подводна возила (РОВ) послата су доле у покушају да затворе бунар, али нису успели. Батлер је упозорио на цурење до 700.000 америчких галона дизел горива, а потпредседник БП-а Дејвид Рејни назвао је инцидент потенцијалним „великим изливањем“. Дана 23. априла, РОВ је наводно открио да нафта није цурила из потопљене платформе и да није текла нафта из бушотине. Контра-адмирал обалске страже Мери Ландри изразила је опрезан оптимизам у погледу нултог утицаја на животну средину, наводећи да нафта не излази ни из врха бушотине ни из поломљених цеви и да се нафта која је излила из експлозије и потонућа обуздава. Ландри је 24. априла објавио да оштећено ушће бушотине заиста цури нафту у Залив и описао то као "веома озбиљно изливање".

## Истрага о експлозији
У јуну је Комитет Представничког дома за енергетику и трговину рекао да је БП требало да тестира цемент на бушотини, што би коштало 128.000 долара и трајало 8-12 сати.
БП је 8. септембра 2010. објавио извештај од 193 странице на својој веб страници. У извештају се каже да запослени у БП-у и запослени у Transocean-у нису исправно протумачили тест притиска, а обе компаније су занемариле злокобне знакове као што је губитак течности у успонској цеви. Такође се каже да иако БП није послушао препоруке Халибуртона за више централизатора (уређаја који спречавају да кућиште дође у контакт са бушотином  ), недостатак централизатора вероватно није утицао на цемент. БП је такође рекао да је посада требало да преусмери проток запаљивих гасова. Уређај за спречавање експлозије, уклоњен 4. септембра, није стигао у Насин објекат на време да би био део извештаја. Transocean је, одговарајући на извештај, окривио „БП-ов дизајн бунара са фаталним недостацима“.
Дана 8. новембра 2010. године, истрага Комисије за изливање нафте открила је своје налазе да БП није жртвовао сигурност у покушајима да заради новац, али да су неке одлуке повећале ризике на платформи. Међутим, панел је дан касније рекао да је на бушотини дошло до "журбе до завршетка", критикујући лоше одлуке управљања. „На тој платформи није постојала култура безбедности“, рекао је копредседавајући Бил Рејли. Једна од одлука која је наишла на тешка питања била је да је БП оповргао налазе напредног софтвера за моделирање који је утврдио да је на платформи потребно преко три пута више централизатора. Такође је одлучио да не покреће поново софтвер када је остао са само шест централизатора и игнорисао или погрешно прочитао упозорења из других кључних тестова, открио је панел.
На сајту Комисије за изливање нафте накратко се појавио слајд који је поново објавио The New York Times набрајајући осам „ризичних“ и „непотребних“ корака за које се сматрало да је БП предузео.
The New Scientist је у септембру 2010. навео осам неуспеха који су довели до катастрофе: 
1. Цементирање неадекватно. Цементирање је настављено а) без испирања прстена око стазе за ципеле довољно великом брзином и трајањем да би се осигурало потпуно ободно уклањање компримованог седимента и добра дистрибуција цемента, и б) без претварања пловкастог прстена да би се активирала своја два неповратна вентила како би се спречио повратни проток цемента .
2. Вентили за спречавање повратног тока цемента нису се затворили. Weatherford's Auto-Fill плутајућа огрлица, која укључује два неповратна вентила типа клапне, инсталирана је на Маконду 54,86 метара изнад ципеле развртача на дну кућишта. Вентили се држе отвореним помоћу цеви за аутоматско пуњење пречника 2 in (5,1 cm) како би се омогућило да се кућиште напуни блатом док се спушта низ бунар. Процедура за уградњу кућишта БП-а је гласила: „полако повећавајте брзине пумпе (блата) веће од 8 бпм да бисте конвертовали опрему за плутање (~ 500 – 700 пси) према препоруци Ветрфорда“.
3. Тест притиска је погрешно протумачен. Бушаћа цев је изведена до 2.550,26 метара, и сматрало се да је спреман за расељавање блата. Током „тестирања негативног притиска“, за које није постојала детаљна процедура, прихваћен је резултат „без протока“ са линије за убијање, док је резултат од 1.400 пси на бушаћој цеви занемарен.
4. Цурење није примећено довољно брзо. Приликом истискивања исплакне морском водом, течности резервоара које се дижу уз омотач требале су бити откривене праћењем дотока воде и одлива исплакне пре доласка угљоводоника на дно платформе, али нису направљена разумно тачна запажања одлива у односу на доток.
5. Квар вентила бр. 2. Покушано је да се затвори вентил у превенцији од издувавања, али вентил није успео.
6. Преоптерећен сепаратор. Уређај за одвајање гаса од тока муља био је претрпан.
7. Нема гасног аларма. Гасни алармни систем је отказао.
8. Празна батерија у превентору издувавања . Превенција издувавања укључивала је системе који су укључивали празну батерију и неисправан прекидач.

## Тужбе
БП је 21. априла 2011. поднео тужбу у вредности од 40 милијарди долара против власника платформе Transocean, цементара Халибуртона и произвођача средстава за спречавање издувавања Камерона . Нафтна компанија је навела да су неисправни безбедносни системи и неодговорно понашање извођача довели до експлозије, укључујући тврдње да Халибуртон "немарно" није користио софтвер за моделирање цемента OptiCem како би анализирао захтеве безбедне бушотине. Део бриге о моделирању односио се на потребан број стабилизационих уређаја, познатих као централизатори; Позван је 21, али је само 6 искоришћено.
У мају 2011, МОЕКС Оффсхоре, који је поседовао 10% удела у бушотини преко подружнице и који је заузврат био у већинском власништву Mitsui & Co., пристао је да плати 1,08 УСД милијарде за намирење потраживања БП-а против њега због несреће. Неки аналитичари су мислили да ће БП реализовати веће поравнање од МОЕКС-а, али је такође било олакшања да се направи први корак ка решавању вишеструких потраживања. Најновија процена БП-а у то време била је да би изливање коштало 41,3 долара милијарде. Анадарко Петролеум је имао 25% удела у бушотини Макондо и био је у непосредном фокусу пажње са МОЕКС-овим споразумом. Такође, Министарство правде је у то време још увек испитивало да ли је БП био „грубо немаран“ у изливању. Таква одлука би могла довести до „много веће одговорности према Закону о чистој води “, рекао је финансијски аналитичар. Пошто је МОЕКС пристао да учествује у финансијском бремену — иако „споразум није признавање одговорности ниједне стране“ — некима се чинила да је могућност такве пресуде Министарства правде можда смањена.
У јуну 2011. добављач Веатхерфорд Интернатионал се нагодио са БП-ом за 75 долара милиона.
У октобру 2011, Анадарко Петролеум је пристао да плати БП 4  милијарди долара и две компаније су измириле сва потраживања између себе. Анадарко је уступио својих 25% удјела у Mississippi Canion Block 252 (Макондо) БП-у у споразуму, а БП ће надокнадити Анадарку одштетне захтјеве који произилазе из америчког Закона о загађењу нафтом, између осталих трошкова.
У децембру 2011. Цамерон Интернатионал је пристао да плати 250 долара милионско поравнање БП ПЛЦ-у за измирење свих потраживања у вези са Deepwater Horizonтом, при чему ниједна страна не признаје одговорност. „БП још увек није постигао нагодбу са Transoceanом... нити са Халибуртоном. . . Датум суђења у вези са тужбама у вези са несрећом чека БП у фебруару (2013)“, наставља се ажурирање.
У септембру 2014, Халибуртон је пристао да измири велики проценат правних потраживања против њега због изливања Deepwater плаћајући 1,1 долара милијарде у труст путем три рате током две године.
Дана 4. септембра 2014, амерички окружни судија Царл Барбиер пресудио је да је БП крив за груби немар и намјерно недолично понашање према Закону о чистој води (ЦВА). Он је описао поступке БП-а као "непромишљене", док је рекао да су поступци Transoceanа и Халибуртона били "немарни". Он је 67% кривице за изливање пребацио на БП, 30% на Transocean и 3% на Халибуртон. Казне би се распоређивале сразмерно степену немара страна, мерено према броју проливених барела нафте. Према Закону о чистој води, казне се могу заснивати на цени по барелу до 4.300 долара, према нахођењу судије. Број буради је био споран на крају суђења, а БП је тврдио 2,5 милиона барела је изливено током 87 дана колико је трајало изливање, док је суд утврдио да је 4,2 милиона буради је просуто. БП је издао саопштење у којем се не слаже са овим налазом и каже да ће на одлуку суда бити уложена жалба.
У јулу 2015. БП је постигао нагодбу од 18,7 милијарди долара са владом САД, државама Алабама, Флорида, Луизијана, Мисисипи и Тексас, као и са 400 локалних власти. Трошкови БП-а за чишћење, еколошке и економске штете и казне достигли су 54 милијарде долара. У јануару 2018. детаљна процена „Коначних трошкова изливања нафте“, објављена у Journal of Corporate Accounting and Finance, износила је 145,93 УСД милијарде.

## У популарној култури

### Документарци
- 2011. године Диспечери су 28. марта 2011. емитовали документарни филм Џејмса Брабазона, БП: У дубокој води, о нафтној компанији БП, која покрива изливање нафте у Мексичком заливу и друге инциденте и њен однос са владама.[102][103]
- У априлу 2012, документарна серија канала National Geographic Секунде до катастрофе приказала је несрећу у епизоди под називом „The Deepwater Horizon“, која је објављена.[104]
- У 2012. години, Beyond Pollution 2012 [105][106][107] путовао је обалом залива интервјуишући стручњаке за животну средину, владине органе, рибаре, научнике, инжењере за бушење и кључне извођаче радова БП, испитујући економске и здравствене ефекте.
- Године 2012, Велика поправка, документовао је изливање нафте у Мексичком заливу у априлу 2010. након потонућа нафтне платформе Deepwater Horizon
- Године 2014. Велики невидљиви, Маргарет Браун, одлучила је да се фокусира на друштвене утицаје на људе на чије је животе утицала ова трагедија.[108][109][110][111][112][113][114] Касније се емитује 19. априла 2015, као сезона 16, епизода 14 Независног објектива .[115][116]
- Године 2014., Vanishing Pearls: The Oystermen of Pointe a la Hache, Louisiana, документовао је град од скоро 300 људи који се боре да преживе након изливања нафте БП-а због које је њихов усев мртав, а финансије у пропаст.[117][118][119][120]
- Године 2015, После изливања, [121] Јон Бовермастер истражује како је катастрофа утицала на локалну економију и здравље људи, животиња и извора хране, као и са Цорекит-ом, где је отишла сва нафта, као наставак pre-spill SoLa, Lousiiana Water Stories, у постпродукцији када је Deepwater Horizon експлодирао.[122][123][124][125]
- Pretty Slick је 2016. године документовао напоре чишћења и локално становништво широм четири заливске државе о највећој еколошкој катастрофи коју је проузроковао човек у историји САД.[126][127][128][129]
- У 2016, Dispatches from the Gulf, [130][131] Хал Вајнер [132][133] прати научнике [134][135] који истражују утицај изливања нафте на Залив.[136][137][138]

### Драма
- Године 2012., " Ми смо само одлучили да ", пилот HBO ТВ серије The Newsroom, приказао је своје ликове који покривају причу Deepwater Horizon .[139]
- Филм Тркач из 2015. у режији Аустина Старка са Николасом Кејџом у главној улози је измишљена прича о политичару и његовој породици смештена након катастрофе Deepwater Horizon .[140][141]
- Године 2016. објављен је филм Пакао на хоризонту, заснован на експлозији, у режији Питера Берга са Марком Волбергом у главној улози.[142]

### Музика
- У јуну 2010. Стив Гуди, [143] комичар, написао је пародијске стихове за хит песму браће Дуби „Black Water“ у вези са изливањем нафте БП. „Black Water [BP Version]“ је такође имао Јутјуб видео [144] и био је хит у Топ десет у радио емисији Др. Дементо .
- Године 2011. Rise Against су објавили песму под називом „ Помоћ стиже (Help is on the way) “ на свом албуму EndGame. Песма говори о спором времену одзива за помоћ за подручја погођена катастрофом, са текстовима који алудирају на изливање у Маконду и ураган Катрина .[145]
- Холандски бенд Епица је 2012. године написао песму под називом „Deep Water Horizon“ на свом албуму Requiem for the Indifferent која је истакла став човечанства о утицају који имамо на глобално загревање инспирисан догађајима изливања нафте.
- Изливање нафте инспирисало је песму Стива Ерла "Мексички залив".